# Pseudonadagara
Pseudonadagara là một chi bướm đêm thuộc họ Geometridae.